# Amtsgericht
Amtsgericht är allmänna domstolar i Tyskland som dömer i första instans i civilrättsliga mål och i mindre grova brottmål. Amtsgericht fungerar som lokala distriktsdomstolar, det vill säga en Amtsgerichts domsrätt omfattar ett visst geografiska område, underställt högre instanser dit mål kan överklagas.
Amtsgericht dömer i första instans i alla familjemål och hyresmål och mål där tvisteföremålet inte har högre värde än 5 000 euro. De dömer även i brottmål i första instans om brottmålet är att betrakta som mindre grovt, och om inte en högre rättsinstans har domsrätt i brottmålet i första instans enligt lagen. Straffpåföljden för brottmål som handläggs i Amtsgericht får vara böter eller fängelse i högst 2-4 år. Straffpåföljden får inte förväntas inkludera dom till  psykiatrisk vård med placering i psykiatriskt sjukhus eller annat förebyggande förvar. Undantag med direkt handläggning i högre instans kan också göras för brottmål där en särskilt utsatt situation för brottsoffer föreligger.